# Albion Football Club
L'Albion Football Club és un club de futbol uruguaià de la ciutat de Montevideo. Juga els seus partits al Parque Dr. Enrique Falco Lichtemberger.

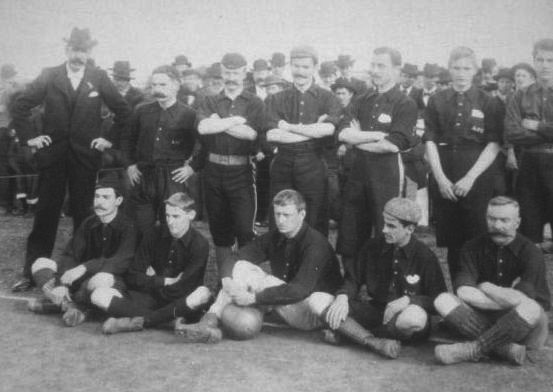
Albion FC el 1898.

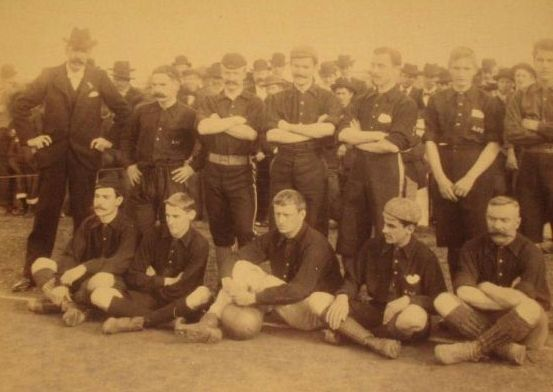
Albion FC el 1898.

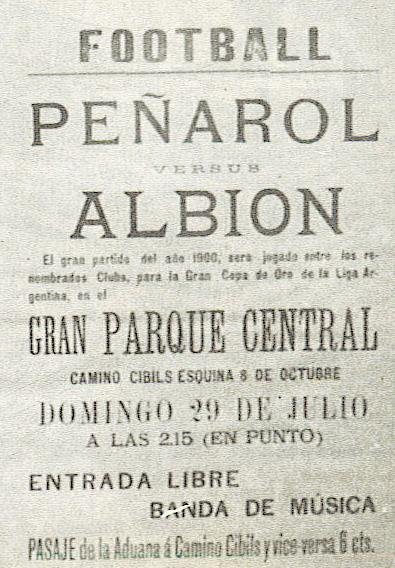
Poster d'un partit Albion FC vs CURCC, 1900.

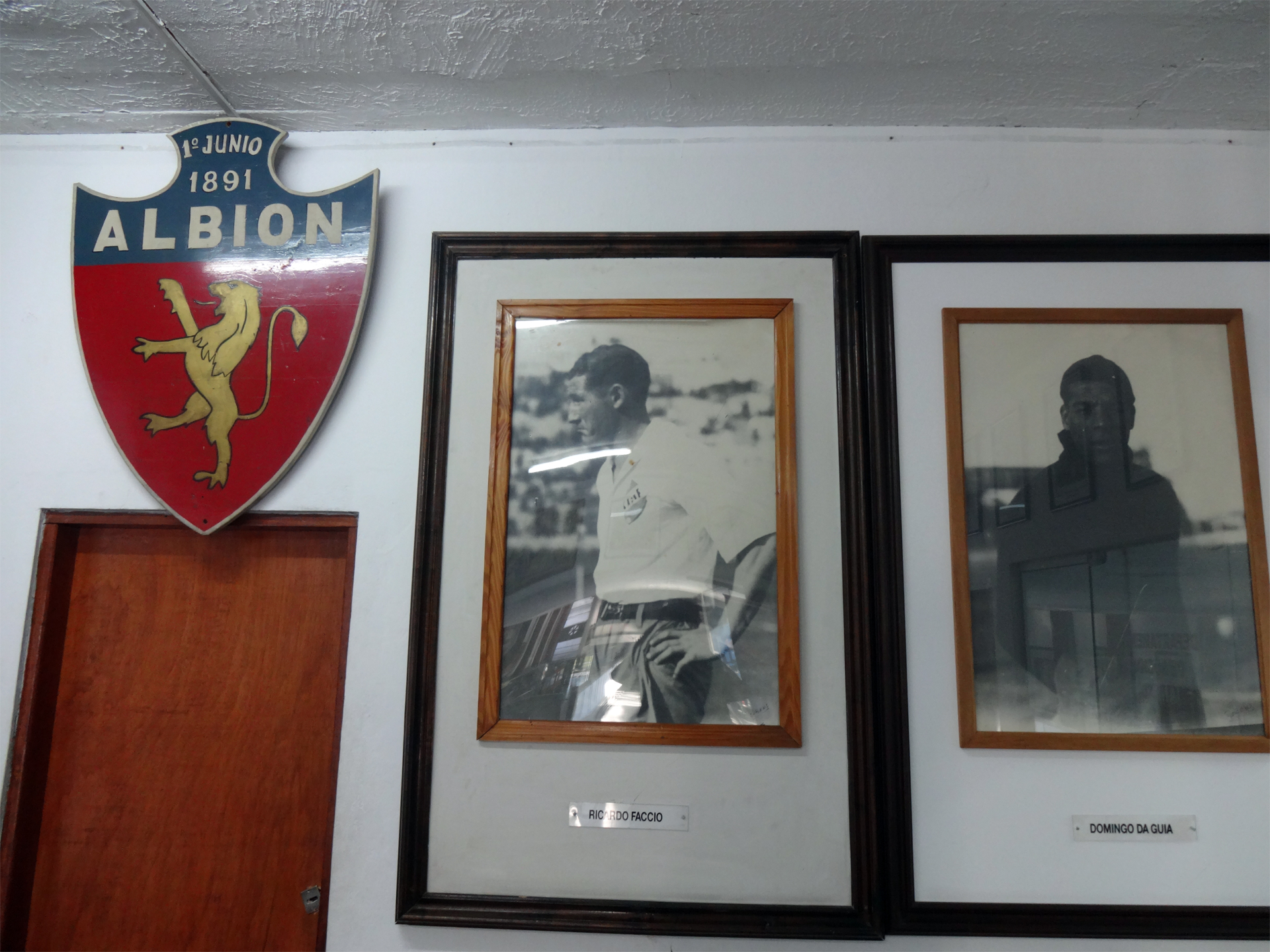
Sala de trofeus del club.

## Història
Va ser fundat l'1 de juny de 1891 com a Football Association, essent el club més antic de l'Uruguai. Aquest fet es déu al fet que encara que d'altres societats com el Montevideo Rowing Club i el Montevideo Cricket Club havien fundats abans, no eren societats dedicades específicament al futbol. El 21 de setembre de 1891 adoptà el nom Albion Football Club.
El 1901 el club jugà contra un combinat de la lliga argentina, partit que és considerat com el primer partit de la selecció de l'Uruguai en la seva història. El 1976 es fusionà amb el Club Sportivo Miramar esdevenint Albion Miramar, però la fusió només durà un any. L'any 2017 guanyà la lliga de segona divisió i ascendí a primera categoria.

## Evolució de l'uniforme
| 1891 | 1891-95 | 1895-present |

## Palmarès
- Copa de Competencia (1)

1900